# Харитонов, Николай Николаевич (лётчик)
Николай Николаевич Харитонов (1922—1991) — полковник Советской Армии, участник Великой Отечественной войны, Герой Советского Союза (1944).

## Биография
Николай Харитонов родился 8 января 1922 года в деревне Голодское (ныне — Перемышльский район Калужской области). После окончания семи классов школы работал сначала в сельском хозяйстве, затем слесарем в Туле. Занимался в аэроклубе. В декабре 1939 года Харитонов был призван на службу в Рабоче-крестьянскую Красную Армию. В 1941 году он окончил Таганрогскую военную авиационную школу лётчиков. С начала Великой Отечественной войны — на её фронтах. В июле 1942 года Харитонов окончил Высшую школу лётчиков и штурманов АДД СССР.
К июлю 1944 года гвардии старший лейтенант Николай Харитонов командовал звеном 2-го гвардейского авиаполка 1-й гвардейской авиадивизии 1-го гвардейского авиакорпуса АДД СССР. К тому времени он совершил 241 боевой вылет на бомбардировку важных объектов противника в его глубоком тылу.
Указом Президиума Верховного Совета СССР от 19 августа 1944 года за «мужество и героизм, проявленные в боях с немецкими захватчиками» гвардии старший лейтенант был удостоен высокого звания Героя Советского Союза с вручением ордена Ленина и медали «Золотая Звезда» за номером 4418.
После окончания войны Харитонов продолжил службу в Советской Армии. В 1947 году он окончил Рязанскую высшую офицерскую школу Дальней авиации. В январе 1958 года в звании полковника Харитонов был уволен в запас и перешёл на лётно-испытательскую ракоту в ОКБ Туполева. Участвовал в испытаниях самолётов «Ту-104Е», «Ту-154», «Ту-22», «Ту-95», «Ту-104», «Ту-110», «Ту-114», «Ту-116», «Ту-124», «Ту-134». В 1976 году ушёл с испытательской работы, однако продолжал работать в ОКБ Туполева. Проживал в Жуковском, затем в Москве. Скончался 26 мая 1991 года, похоронен на Южном кладбище Долгопрудного.
Заслуженный лётчик-испытатель СССР, военный лётчик 1-го класса. Был награждён тремя орденами Ленина, двумя орденами Красного Знамени, орденом Александра Невского, двумя орденами Отечественной войны 1-й степени, орденами Красной Звезды и «Знак Почёта», рядом медалей.